# Niedrigstbett
Das Niedrigstbett (auch Niedrigstpflegebett, Ultraniedrigbett, Ultra-Low-Bett oder Low-Low-Bett) stellt eine Weiterentwicklung des Niedrigpflegebetts für die Kranken- und Altenpflege dar. Es zeichnet sich dadurch aus, dass die Liegefläche extrem bodennah absenkbar ist.

## Bezeichnung und Abgrenzung
Bei der begrifflichen Trennung der Bauformen Niedrigbett und Niedrigstbett handelt es sich nicht um eine normierte Klassifikation, sondern um eine Differenzierung, die sich im Sprachgebrauch der Pflegebranche etabliert hat. Der Begriff Niedrigstpflegebett bezeichnet in der Regel ein Pflegebett, das auf weniger als 20 cm Höhe absenkbar ist.

## Konzept
Die extrem niedrige Liegeposition soll die Verletzungsgefahr beim unkontrollierten Verlassen des Bettes minimieren. Bei einer Liegeflächenhöhe von teilweise unter 10 cm besteht bei versehentlichem Herausrutschen faktisch keine Verletzungsgefahr mehr.
Dies ermöglicht ein einschränkungsfreies Liegen, da Seitengitter oder sonstige Sicherungsmaßnahmen zur Sturzfolgenprophylaxe nicht mehr benötigt werden. Damit steht der Einsatz eines Niedrigstpflegebettes im Einklang mit dem Expertenstandard Sturzfolgenprophylaxe und mit den Forderungen nach einer ethisch verantwortungsbewussten Pflege, die auf Freiheitsbeschränkung so weit wie möglich verzichten soll.
Durch einen Handschalter kann der Bewohner in der Regel seine Liegeposition und die Betthöhe selbst bestimmen und auch eine übliche Ein- und Ausstiegshöhe einstellen.
Durch die Möglichkeit, verschiedene Betthöhen einzustellen, ist das Niedrigstpflegebett damit grundsätzlich für alle Patienten geeignet. Typische Einsatzgebiete sind die pädiatrische und geriatrische Pflege.

## Kritik
Die niedrige Einstellbarkeit bringt es mit sich, dass Bettrahmen und Liegefläche bis auf den Boden abgesenkt werden. Die Niedrigstposition kann die Freiheit und Mobilität eines Bewohners einschränken, wenn er/sie zum Beispiel das niedrige Bett nicht aus eigener Kraft verlassen kann. Um diese Einschränkungen zu vermeiden, sollte Bewohnern ein Handschalter zur eigenen Kontrolle über die Bettenhöhe zur Verfügung stehen.